# MTSV Hohenwestedt
Der MTSV Hohenwestedt (Langform: MTSV Hohenwestedt von 1860 e. V.) ist ein deutscher Sportverein aus Hohenwestedt im Kreis Rendsburg-Eckernförde in Schleswig-Holstein, dessen 1. Fußball-Herrenmannschaft seit der Saison 2023/24 in der Oberliga Schleswig-Holstein spielt.

## Geschichte
Der Verein wurde 1920 als SV Holstein Hohenwestedt gegründet und fusionierte 1945 mit dem MTV Hohenwestedt zum MTSV Hohenwestedt von 1860 e. V.
1985 gelang der Aufstieg von der Bezirksliga in die Landesliga, doch schon 1986 stieg der Verein wieder in der Bezirksliga ab. 1988 erfolgte der Wiederaufstieg in der Landesliga, bis 1992 konnte die Klasse gehalten werden.
1994 erfolgte der Abstieg in die Bezirksklasse, Staffel West. 1997 stieg der Verein wieder in die Bezirksliga auf. In der Saison 1998/99 gelang als Zweiter die Qualifizierung für die neue Bezirksoberliga. Dort etablierte man sich und erreichte  2006 und 2007 Platz 2.
2008 qualifiziert sich die Mannschaft für die Staffel West der Verbandsliga Schleswig-Holstein, stieg jedoch nach einer Saison ab. 2008 wurde der Kreispokal gewonnen und es konnte das Viertelfinale des Landespokals SHFV-Pokal erreicht werden.
2010 erfolgte der Aufstieg in die Staffel Südwest der Verbandsliga Schleswig-Holstein und der Gewinn des Kreispokals. 2011 schied man im Landespokal SHFV-Pokal in der 1. Runde gegen Holstein Kiel aus. 2013 wurde der 3. Platz in der Verbandsliga erreicht. 2018 stieg die 1. Herrenmannschaft in die Landesliga Schleswig-Holstein auf.
In der Saison 2022/23 gelang als Meister der Staffel Mitte der Landesliga Schleswig-Holstein der direkte Aufstieg in die Oberliga Schleswig-Holstein.